# وسيم قزق
وسيم قزق (ولد 21 أكتوبر 1985 م)، ممثل سوري.

## سيرته
ولد لعائلة فنية تعود أصولها إلى مدينة اللاذقية، فوالده محمد وحيد قزق عمل مصمِّمَ ديكور مسرحي، وعمه الممثل فايز قزق، وأخته التوأم هي الممثلة لوريس قزق. تخرَّج في المعهد العالي للفنون المسرحية بدمشق دفعة عام 2008، وكانت دفعته تضم عددًا من الفنانين المشهورين مثل مهيار خضور ونسرين طافش.
وهو يعمل عضو هيئة تدريس بذات المعهد قسم تمثيل، فهو مدرب ممثلين ومعد ورش عمل درامية، ويعمل مدرِّبَ تمثيل في العديد من الأكاديميات والمراكز المعتمدة، منها مركز ستيج آرت لإعداد الممثل، إضافة إلى عمله التمثيلي في التلفزيون والمسرح. 
بدأ مشواره الفني قبل تخرُّجه حين شارك في أعمال مسرحية، وقدم أول أدواره التلفزيونية بمسلسل" عنترة" 2007 تحت إدارة المخرج رامي حنا، وبعد التخرج شارك في ورش عمل عديدة في دول أجنبية.

## أعماله الفنية

### في المسرح[2]
هاملت- منحنى خطر- صانع الدمى- دقائق- دائرة الطباشير.

### في السينما[3]
- بوابة الجنة 2009
- ما ورد 2016
- مطر حمص 2017

### في التلفزيون
- عنترة 2007
- صدق وعده 2009
- القعقاع بن عمرو التميمي 2010، من تأليف محمود الجعفوري، وإخراج المثنى صبح، بطولة سلوم حداد، رفيق علي أحمد، نضال نجم.
- طالع الفضة 2011، من تأليف عنود الخالد، وعباس النوري، وإخراج سيف الدين سبيعي، بطولة كل من: عباس النوري، سلوم حداد.
- بقعة ضوء (ج9) 2012، من إنتاج سورية الدولية للإنتاج الفني، من إخراج عامر فهد، بطولة كل من: باسم ياخور، عبد المنعم عمايري.
- قمر شام 2013
- زمن البرغوث (ج2) 2013
- بواب الريح 2014
- طوق البنات 2014، من بطولة رشيد عساف، منى واصف، نادين خوري.
- عناية مشددة 2015، من إنتاج "قنبض" للإنتاج والتوزيع الفني، تأليف علي وجيه ويامن الحجلي، ومن إخراج أحمد إبراهيم أحمد، ومن بطولة عباس النوري، أيمن رضا، مهيار خضور.
- امرأة من رماد 2015، من إنتاج المؤسسة العامة للإنتاج التلفزيوني والإذاعي، تأليف جورج عربجي، وإخراج نجدة إسماعيل أنزور.
- الإمام 2017
- مقامات العشق 2019، من تأليف محمد بطوش، وإخراج أحمد إبراهيم أحمد، وبطولة كل من: مصطفى الخاني، لجين إسماعيل، نسرين طافش.
- الحب جنون (ج3) 2020
- الهيبة (ج5) 2021
- تحت سابع أرض 2025